# Furin kazan
Pour plus de détails, voir Fiche technique et Distribution.
Furin kazan (風林火山, Fūrin kazan) est un film japonais réalisé par Hiroshi Inagaki, sorti en 1969. Le titre Fūrinkazan, littéralement « Vent, forêt, feu et montagne », est l'étendard de guerre employé par Takeda Shingen, daimyo de la période Sengoku.

## Synopsis
Le Japon entre 1543 et 1562. Kansuke Yamamoto rêve d'un pays unifié et apaisé. Il entre au service du chef de clan Shingen Takeda et devint son général et conseiller, prêt à parvenir à son but par tous les moyens.

## Fiche technique
- Titre : Furin kazan
- Titres français alternatifs : Bannières des vents et volcans ; Sous la bannière du Samouraï ; Tempête sur un volcan[1]
- Titre original : 風林火山 (Fūrin kazan?)
- Réalisation : Hiroshi Inagaki
- Scénario : Shinobu Hashimoto et Takeo Kunihiro, d'après une nouvelle de Yasushi Inoue
- Production : Hiroshi Inagaki, Toshirō Mifune, Tomoyuki Tanaka et Yoshio Nishikawa
- Musique : Masaru Satō
- Photographie : Kazuo Yamada
- Montage : Yoshihiro Araki
- Sociétés de production : Mifune Productions et Tōhō
- Pays d'origine : Japon
- Genres : Film d'aventure ; Guerre ; Jidai-geki
- Format : Couleur - Tohoscope - Mono - 35 mm
- Durée : 165 minutes
- Date de sortie :  Japon : 1er mars 1969

## Distribution
- Toshirō Mifune : Kansuke Yamamoto
- Yoshiko Sakuma : Princesse Yufu
- Kinnosuke Nakamura : Shingen Takeda
- Yūjirō Ishihara : Kenshin Uesugi
- Katsuo Nakamura : Nobusato Itagaki
- Kankurō Nakamura : Katsuyori Takeda
- Kanemon Nakamura : Nobukata Itagaki
- Masakazu Tamura : Nobushige Takeda
- Mayumi Ozora : Princesse Okoto
- Ichirō Nakatani : Naitō Masatoyo
- Masao Shimizu : Yokota Takamatsu
- Ryūnosuke Tsukigata: Kasahara Kiyoshige
- Akihiko Hirata : Yorishige Suwa
- Yoshiko Kuga : Dame Sanjō
- Sachio Sakai : Yamagata Masakage
- Akira Kubo : Baba Nobuharu
- Yoshio Tsuchiya : Tsuchiya Masatsugu
- Takashi Shimura : Toramasa Obu
- Ken Ogata : Hatanaka

## Autour du film
Furin kazan est en fait la fameuse citation Fūrinkazan de L'Art de la guerre de Sun Tzu qui était écrite sur la bannière de Takeda Shingen et qui signifie : Rapide comme le vent, silencieux comme la forêt, féroce comme le feu et immobile comme la montagne. Ce film est considéré comme un des meilleurs films historiques de samouraïs. Akira Kurosawa reviendra sur le personnage de Shingen Takeda avec Kagemusha en 1980.
Seulement, la version complète de la citation est Fû-Rin-Ka-Zan-In-Rai, littéralement : Vent, Forêt, Feu, Montagne, Ombre, Foudre. Cela signifie : Rapide comme le vent, silencieux comme la forêt, féroce comme le feu, immobile comme la montagne, insaisissable comme l'ombre, frappant comme la foudre.